# Semiothisa fuscorufa
Semiothisa fuscorufa är en fjärilsart som beskrevs av Louis Beethoven Prout 1915. Semiothisa fuscorufa ingår i släktet Semiothisa och familjen mätare. Inga underarter finns listade i Catalogue of Life.